# PongMoon sognando Nick Drake - Storie di note
PongMoon sognando Nick Drake - Storie di note è il terzo album del cantautore italiano Roberto Angelini, primo in coppia col violinista Rodrigo D'Erasmo, uscito nel 2005 per la Virgin.

## Descrizione
È il primo album di Angelini registrato completamente in lingua inglese: tutti i brani sono cover del cantautore inglese Nick Drake. Per il brano Day Is Done è stato realizzato un videoclip d'animazione dai ragazzi dell'Associazione B5.
Alla pubblicazione di questo disco è seguito un lungo tour di concerti di Angelini, culminato nell'ottobre del 2008 al Festival della Creatività di Firenze dove l'artista si è esibito insieme a Robert Kirby, già arrangiatore delle sezioni di archi dei primi due album di Drake.

## Tracce
1. Time has told me
2. Things behind the sun
3. Cello song
4. From the morning
5. River man
6. Pink moon
7. Three hours
8. Day Is Done
9. Way to blue